# Harry Eden
Harry Eden (* 1. März 1990 in Old Harlow (Essex)) ist ein britischer Schauspieler.
Eden erregte nach einer Ausbildung an der Sylvia Young Theatre School in Marylebone bereits mit seiner ersten Hauptrolle im britischen Independent-Film Pure – Ein Kind von Traurigkeit (2002) in Großbritannien große Aufmerksamkeit und gewann mit der Verkörperung des Kindes einer drogenabhängigen Mutter unter anderem den British Independent Film Award als bester Newcomer. Weltweit erlangte er 2003 mit der Darstellung des Nibs in P. J. Hogans Peter Pan-Verfilmung größere Bekanntheit. In Roman Polańskis Literaturadaption von Charles Dickens’ Oliver Twist (2005) spielte er den Artful Dodger (in der deutschen Synchronisation „das Schlitzohr“). In Flashbacks of a Fool verkörperte er 2008 die Hauptfigur Joe Scott als Teenager (die Rolle des erwachsenen Joe spielte Daniel Craig). Daneben wirkte er in mehreren TV-Filmen und Fernsehserien in Haupt- oder Nebenrollen mit.

## Filmografie (Auswahl)
- 2000: Hero of the Hour (Fernsehfilm)
- 2001: The Gentleman Thief (Fernsehfilm)
- 2002: Helen West (Fernsehserie)
- 2002: Pure (Ein Kind von Traurigkeit)
- 2003: Real Man (Fernsehfilm)
- 2003: Peter Pan
- 2004: The Lazarus Child
- 2005: Oliver Twist
- 2006: Land of the Blind
- 2008: Flashbacks of a Fool
- 2010: Nightswimming (Kurzfilm)